# Cratogeomys fumosus
Espèce
Synonymes
- Pappogeomys fumosus (Merriam, 1892)

Statut de conservation UICN

 LC  : Préoccupation mineure
Cratogeomys fumosus est une espèce de Rongeurs de la famille des Géomyidés qui rassemble des gaufres ou rats à poche, c'est-à-dire à abajoues. 
Décrite pour la première fois en 1892 par un zoologiste américain, Clinton Hart Merriam (1855-1942), les auteurs ont longtemps classé cette espèce dans le genre Pappogeomys. La taxinomie de Cratogeomys fumosus a été révisée en 2004 et suggère d'inclure cette espèce quatre espèces originairement distinctes : C. gymnurus, C. neglectus, C. tylorhinus et C. zinseri (Hafner et al. 2004) .
Synonymes :
- Pappogeomys fumosus (Merriam, 1892)
- Pappogeomys gymnurus (Merriam, 1892)
- Pappogeomys neglectus (Merriam, 1902)
- Pappogeomys tylorhinus (Merriam, 1895)
- Pappogeomys zinseri (Goldman, 1939)

## Répartition et habitat
Cette espèce est endémique du Mexique où elle est présente entre 300 et 3 370 m d'altitude. Elle vit dans les forêts de pins et de chênes ainsi que dans les prairies.

## Liste des sous-espèces
Selon ITIS (4 juin 2017) :
- sous-espèce Cratogeomys fumosus angustirostris (Merriam, 1903)
- sous-espèce Cratogeomys fumosus fumosus (Merriam, 1892)
- sous-espèce Cratogeomys fumosus imparilis (Goldman, 1939)
- sous-espèce Cratogeomys fumosus tylorhinus (Merriam, 1895)